# Anthony Badger
Anthony J. Badger, né le 6 mars 1947, est un professeur britannique d'histoire américaine à l'université de Cambridge et Master au Clare College. Il a écrit plusieurs ouvrages sur les États-Unis d'avant-guerre.

## Biographie
En novembre 2008, le président-élu Barack Obama a indiqué lors d'une conférence de presse qu'il lisait un ouvrage récent sur les premiers jours de la présidence de Franklin Roosevelt, les médias américains ont rapidement identifié le dernier livre de Badger FDR: The First Hundred Days sorti en mai 2008 et conduisant à une rupture de stock quasi immédiate de l'ouvrage